# Sidi Hsaine
Sidi Hsaine (franska: Sidi Hsaine (CR), Sidi Hsaine (Commune Rurale), arabiska: ايكيدي) är en kommun i Marocko.   Den ligger i provinsen Taroudannt och regionen Souss-Massa, i den centrala delen av landet, 400 km söder om huvudstaden Rabat. Antalet invånare är 7 485.